# Mathieu (Calvados)
Mathieu és un municipi francès, de la regió de Normandia i del departament de Calvados. El 2021 tenia 2.339 habitants.